# Edifici al carrer Nou, 46-48 (Mataró)
L'Edifici al carrer Nou, 46-48 és un edifici de Mataró (Maresme) protegit com a Bé Cultural d'Interès Local.

## Descripció
Es tracta d'un edifici de soterrani, planta baixa, pis i golfes i jardí al fons de la finca. Presenta un ampli vestíbul a peu de carrer i uns graons que pugen al cancell. Destaca la verticalitat i el ritme de les obertures en façana, amb balcons plans a la planta baixa i un balcó longitudinal a la planta superior. L'edifici acaba amb una cornisa sustentada per cartel·les corbades a la part inferior.
La façana té un acabat estucat lliscat marcant els carreus. Forma conjunt amb la casa bessona núm. 44